# جوش فيرنر
جوش فيرنر (بالإنجليزية: Josh Werner)‏ هو كاتب أغاني وموسيقي ومنتج أسطوانات أمريكي، ولد في 17 سبتمبر 1974.

## وصلات خارجية
- جوش فيرنر على موقع IMDb (الإنجليزية)
- جوش فيرنر على موقع ميوزك برينز (الإنجليزية)
- جوش فيرنر على موقع ديسكوغز (الإنجليزية)